# 대연정 (독일)

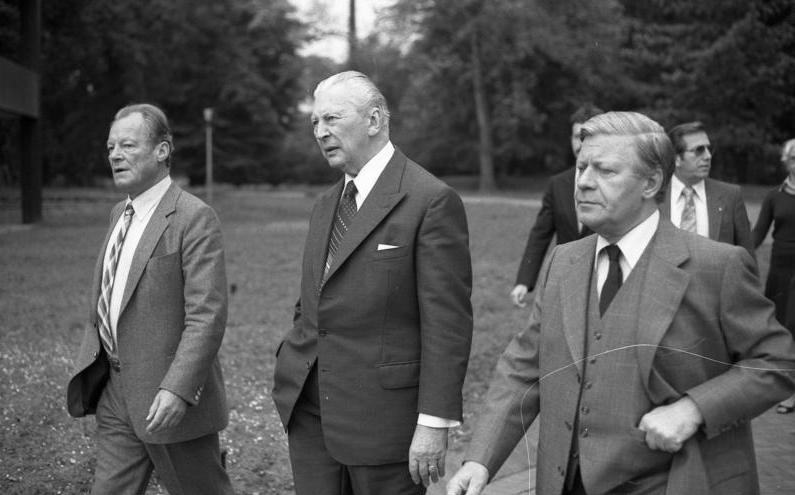
키징거는 자민당의 연정 탈퇴로 인해 불가피하게 사민당과 연정을 수립할 수밖에 없었다. 왼쪽은 당시 부총리 빌리 브란트, 오른쪽은 당시 국방장관 헬무트 슈미트

대연정(大聯政, 독일어: Große Koalition 그로세 코알리티온[*])은 독일에서 기민련과 사민당이 어느 소수 정당과도 연정을 맺지 못해 과반수가 부족할 때 두 정당끼리 이뤄지는 연정이다. 역대 독일 내각에서는 쿠르트 게오르크 키징거 내각과 앙겔라 메르켈 1,3차 내각이 대연정 내각으로 두 연정에서는 모두 기민련이 총리직을 맡았다. 키징거 내각에서 연정 참여 정당의 의석 점유율은 95%에 이르렀으며 키징거의 대연정은 사민당 소속의 빌리 브란트 당시 부총리에게 집권 경험을 주어 다음 총선에서 승리하는 계기로 작용하였다. 메르켈 1차 내각에서는 사민당이 득표율이 크게 떨어져 2차 내각에서는 자민당과 연정을 맺을 수 있었지만 자민당의 득표율이 크게 떨어져 다음 총선에서 의석수를 획득하지 못하자 메르켈은 다시 대연정을 하였다.
현재 지방 의회에서 대연정을 하고 있는 주는 베를린, 자를란트, 작센, 메클렌부르크포어포메른, 작센안할트 등이 있다. 대연정은 이념 성향이 다른 두 거대 정당에 의해 조직되는 만큼 두 정당은 다음 총선에서 대연정을 피하려고 한다.

## 같이 보기
- 흑황 연정
- 사회자유 연정
- 적록 연정
- 신호등 연정
- 자메이카 연정